# Unione Sportiva Fascista Carrarese 1930-1931
Questa voce raccoglie le informazioni riguardanti l'Unione Sportiva Fascista Carrarese nelle competizioni ufficiali della stagione 1930-1931.

## Rosa
| N. |                   | Ruolo | Calciatore          |
| -- | ----------------- | ----- | ------------------- |
|    | Italia (bandiera) | D     | Pietrino Binelli    |
|    | Italia (bandiera) | A     | Loris Aronte Cecchi |
|    | Italia (bandiera) | A     | Italo Dazzi         |
|    | Italia (bandiera) | A     | Erasmo Franzoni     |
|    | Italia (bandiera) | D     | Sileno Garibaldi    |
|    | Italia (bandiera) | D     | Vincenzo Maggi      |
|    | Italia (bandiera) | C     | Ferdinando Mazzei   |
|    | Italia (bandiera) | D     | Fulvio Mazzucchelli |
|    | Italia (bandiera) | A     | Bruno Montelatici   |
|    | Italia (bandiera) | C     | Roberto Morelli     |
|    | Italia (bandiera) | A     | Ferdinando Novelli  |
|    | Italia (bandiera) | D     | Achille Piccini     |

| N. |                     | Ruolo | Calciatore          |
| -- | ------------------- | ----- | ------------------- |
|    | Italia (bandiera)   | A     | Giorgio Pieve       |
|    | Italia (bandiera)   | A     | James Ratti         |
|    | Italia (bandiera)   | D     | Primo Sergio Ratti  |
|    | Italia (bandiera)   | A     | Ideale Renzi        |
|    | Italia (bandiera)   | C     | Bruno Ricciarelli   |
|    | Italia (bandiera)   | C     | Bruno Ridondelli    |
|    | Italia (bandiera)   | D     | Francesco Rossi     |
|    | Italia (bandiera)   | C     | Pietro Tedeschi     |
|    | Italia (bandiera)   | C     | Vero Tosi           |
|    | Italia (bandiera)   | P     | Bruno Venturini     |
|    | Italia (bandiera)   | D     | Pino Giuseppe Volpi |
|    | Ungheria (bandiera) | A     | József Zilisy       |